# Undercurrent (Bill Evans e Jim Hall)
Undercurrent è un album jazz del 1962 del pianista Bill Evans e del chitarrista Jim Hall. Il duo collaborò nuovamente nel 1966 nell'album Intermodulation .

## Copertina
L'immagine di copertina di Undercurrent è una fotografia di Toni Frissell dal titolo Weeki Wachee Spring, Florida. L'album fu pubblicato originariamente dall'etichetta United Artists, per poi essere ristampato nel 1968 da Solid State. Nel 2002 è stato infine ripubblicato da EMI/Blue Note, dal momento che sia Blue Note sia United Artists Records sono state acquistate dalla EMI. L'LP originale e la ristampa del primo CD erano caratterizzati da una versione ritagliata blu, con il titolo in sovrastampa e il logo bianco della Blue Note, mentre, per la ristampa del CD del 2002 (rimasterizzata a 24 bit), l'immagine è stata ripristinata nella sua colorazione e dimensione originale in bianco e nero, priva di caratteri.

## Ricezione
| Recensione     | Giudizio |
| -------------- | -------- |
| DownBeat       |          |
| Allmusic       |          |
| All About Jazz |          |

Nella sua recensione del 26 novembre 1962, Pete Welding, critico per la rivista DownBeat, affermò questo:
(Pete Welding, DownBeat, 26 novembre 1962)

## Elenco delle tracce
Le registrazioni sono state effettuate il 24 aprile 1962 (tracce #2, 7, 8) e il 14 maggio 1962 (tutte le altre).
LP originale
1. My Funny Valentine – 5:21 (musica: Richard Rodgers, Lorenz Hart)
2. I Hear a Rhapsody – 4:36 (musica: Jack Baker, George Fragos, Dick Gasparre)
3. Dream Gypsy – 4:33 (musica: Judith Veevers)
4. Romain – 5:19 (musica: Jim Hall)
5. Skating in Central Park – 5:19 (musica: John Lewis)
6. Darn That Dream – 5:04 (musica: Eddie DeLange, Jimmy Van Heusen)

Tracce bonus per la ristampa del 2002
1. Stairway to the Stars – 5:38 (musica: Matty Malneck, Mitchell Parish, Frank Signorelli)
2. I'm Getting Sentimental Over You – 4:13 (musica: George Bassman, Ned Washington)
3. My Funny Valentine (alternative take) – 6:54 (musica: Richard Rodgers, Lorenz Hart)
4. Romain (alternative take) – 5:24 (musica: Jim Hall)

## Esecutori
- Bill Evans - pianoforte.
- Jim Hall - chitarra.